# Fortaleza dos Valos

Mapa localizador de la ciudad de Fortaleza dos Valos de Rio Grande do Sul.

Fortaleza dos Valos es un municipio brasileño del estado de Rio Grande do Sul.
Se encuentra ubicado a una latitud de 28º47'50" Sur y una longitud de 53º13'22" Oeste, estando a una altitud de 406 metros sobre el nivel del mar. Su población estimada para el año 2004 era de 5.196 habitantes.
Ocupa una superficie de 689,63 km².
- Datos: Q961448
- Multimedia: Fortaleza dos Valos / Q961448